# Seničica, Medvode
Seničica je vas v Občini Medvode, del krajevne skupnosti Seničica-Golo Brdo. Leži pol kilometra južno od središča Medvod ob cesti proti Golem Brdu.
Naselje je nastalo ob potoku, ki se je prvotno prav tako imenoval Seničica, danes pa se imenuje Mavelščica. Čezenj pelje kamnit most, ki je znamenitost občine, saj je bil v preteklosti del pomembne prometnice od severa proti jugu, t. i. ljubeljske ceste, ki je povezovala Salzburg in Oglej. Zaradi pomembne funkcije te ceste je bil tudi most narejen posebej skrbno, iz velikih prilegajočih se kamnov. Na njem je vidna letnica 1666. Včasih ga imenujejo po Napoleonu, ki naj bi dejansko šel preko njega, a njegova izgradnja nima zveze s premiki francoske vojske, saj so se Napoleonova osvajanja dogajala 150 let kasneje. Pred približno 40 leti ga je dr. Marko Mušič uspel uvrstiti v okviru takratne jugoslovanske kulturne dediščine celo med objekte najvišje zaščite. To pomeni, da je imel enak status kot stari most v Mostarju. Prenovili so ga v začetku osemdesetih let. Danes je del  zaščitenega kompleksa, skupaj z bližnjim nasadom kostanjev. Pred dvema stoletjema naj bi v bližini vasi Francozi kopali tudi rudo, domnevno premog. Vidne so še luknje in odložena jalovina. Ta lokacija se nahaja v gozdu proti Žlebam.